# Consell General de l'Alt Rin

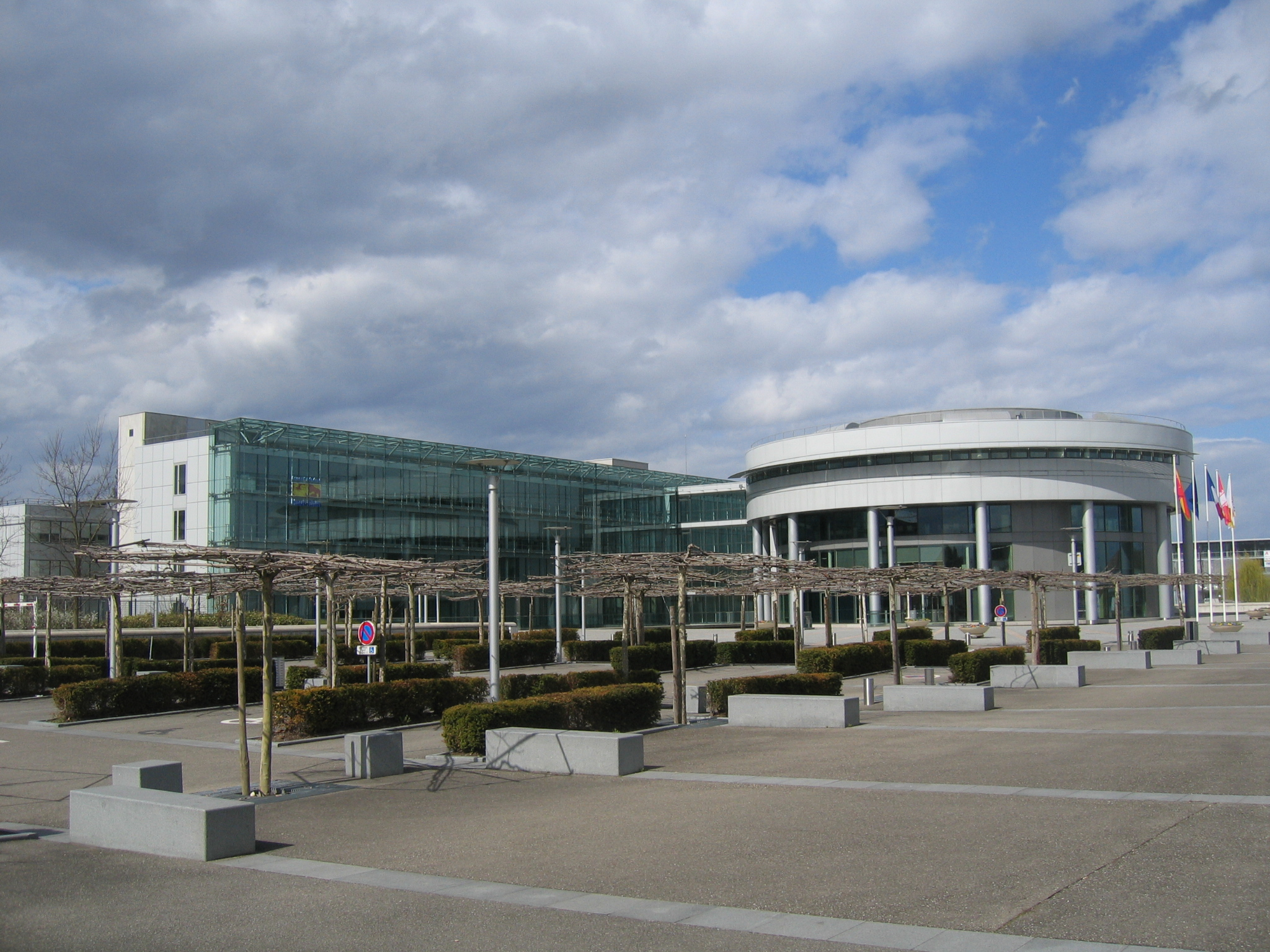
Seu del consell general a Colmar

El Consell General de l'Alt Rin és l'assemblea deliberant executiva del departament francès de l'Alt Rin, a la regió del Gran Est.
La seu es troba a Colmar.

## Antics presidents del Consell General
| Rangle | Nom                | Partits | Període   |
| ------ | ------------------ | ------- | --------- |
| 1      | Georges Bourgeois  | RPF     | 1948-1958 |
| 2      | Joseph Wasmer      | MRP     | 1958-1958 |
| 1      | Georges Bourgeois  | UDR     | 1958-1973 |
| 3      | Henri Goetschy     | CD      | 1973-1988 |
| 4      | Jean-Jacques Weber | UDF     | 1988-1998 |
| 5      | Constant Goerg     | UDF     | 1998-2004 |
| 6      | Charles Buttner    | UMP     | 2004-     |

## Composició
El març de 2008 el Consell General de l'Alt Rin és constituït per 31 elegits, d'ells una dona. La majoria, de dreta constituïda pel «groupe actions et territoires» és formada per 18 electes. L'oposició d'ésquerra s'aplega dins l'«intergroupe socialistes et républicains, indépendants et développement durable» i comprèn 12 electes. El partit regionalista Alsace d'abord només té un electe.

### Presidència
- President : Charles Buttner (UMP)
- Vice-presidents delegats : Rémy With, Brigitte Klinkert i Michel Habig.
- Vice-presidents : Jean-Louis Lorrain, Frédéric Striby, Jean-Paul Dirringer, Daniel Weber, Bernard Notter, Alphonse Hartmann.

### Membres
El març de 2011 el Consell General de l'Alt Rin era constituït per 31 elegits pels 31 cantons de l'Alt Rin.
| Partit                          | Sigles | Electes |
| ------------------------------- | ------ | ------- |
| Oposició (11 escons)            |        |         |
| Partit Socialista               | PS     | 5       |
| Europa Ecologia-Els Verds-Cap21 | EELV   | 3       |
| Divers gauche                   | DVG    | 1       |
| Sense etiqueta                  | SE     | 2       |
| Majoria (21 escons)             |        |         |
| Unió pel Moviment Popular       | UMP    | 10      |
| Divers droite                   | DVD    | 5       |
| Moviment Demòcrata              | MoDem  | 7       |
| Sense etiqueta                  | SE     | 3       |
| President del Consell General   |        |         |
| Charles Buttner (UMP)           |        |         |